# Artista de Honor de la Federación de Rusia
Artista de honor (en ruso: Заслуженный артист, Zasluzhenny artist, también traducido como Artista Meritorio, Artista Merecido , Artista Distinguido, Artista honorable o Actor Honorable) es un título honorífico en la Unión Soviética, Federación de Rusia, repúblicas de la Unión y repúblicas autónomas, también en algunos otros estados del Bloque del Este, como así como en varios estados postsoviéticos.
El título es otorgado por el gobierno nacional a actores, directores, cineastas, escritores, bailarines, cantantes, pintores, arquitectos, etc., por logros excepcionales en las artes.
El título honorífico se inspiró originalmente en el título honorífico alemán para cantantes de ópera distinguidos. Históricamente, el título fue otorgado por príncipes o reyes, cuando se denominó Hofkammersänger(in). En la Rusia Imperial antes de 1917, varias estrellas del teatro y el cine fueron honradas con el título de "Cantante imperial", pero después de la Revolución rusa de 1917, el nuevo gobierno hizo cambios y estableció el título de Artista Meritorio de Rusia (RSFSR y otras repúblicas soviéticas).
El término se usa de manera confusa para traducir dos títulos diferentes en ruso: "заслуженный артист" (literalmente Artista de honor, pero mejor traducido como Actor, bailarín, etc., premiado en artes escénicas) y "заслуженный художник" (otorgado en algunas artes: pintura, dibujo y fotografía). Ambos títulos se otorgan por logros excepcionales en las artes correspondientes.
Algunas otras artes dieron lugar a títulos especiales: Arquitecto merecido, Escritor merecido, Poeta merecido.
En la Rusia moderna, el término Actor de honor se aplica a las artes escénicas, y el título Trabajador de honor de las artes es la traducción del título honorífico ruso zasluzhenny déyatel iskusstv que se aplica a personas que no actúan, incluidos artistas visuales, compositores, etc.